# Stela Raimondiego

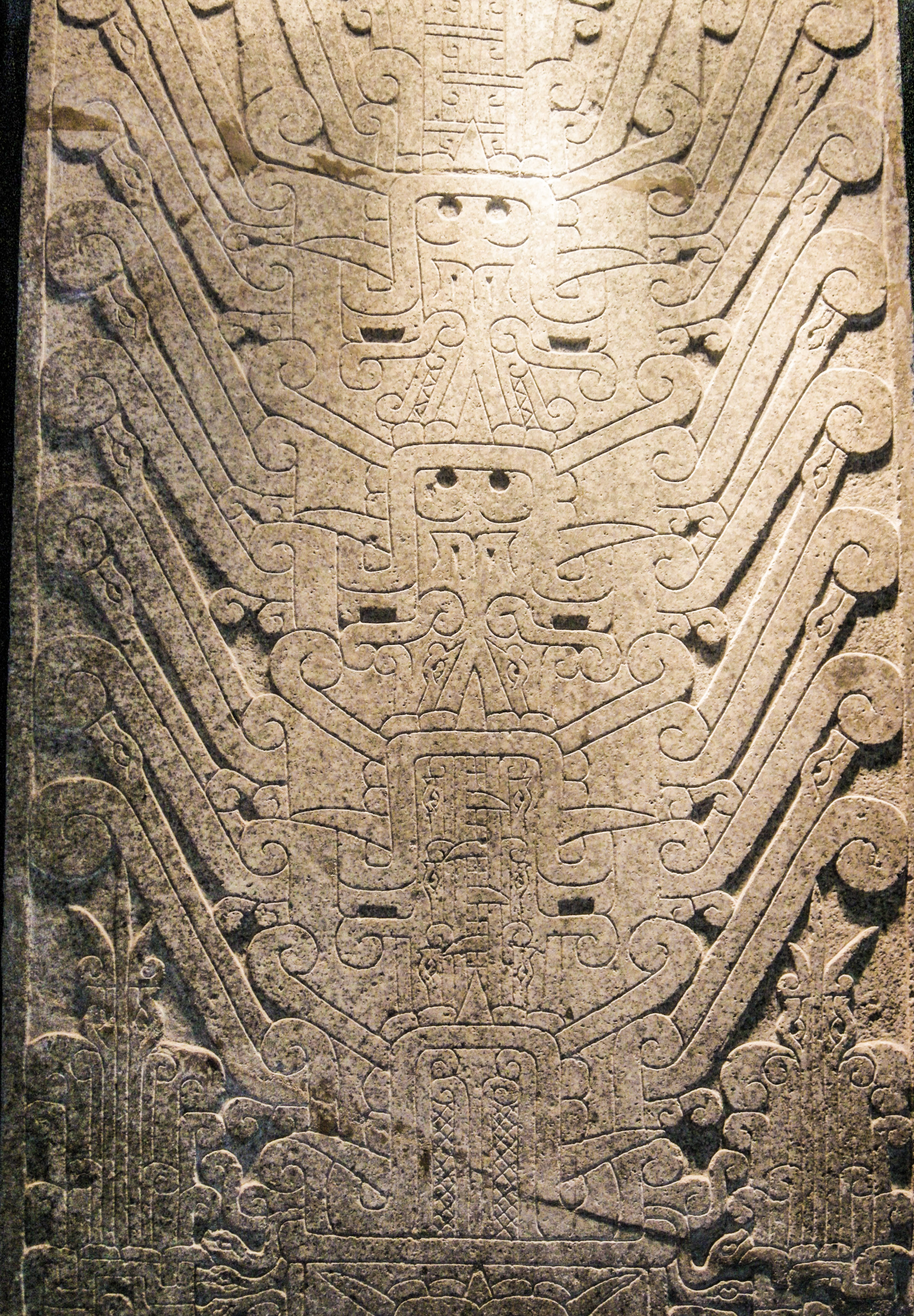
Stela Raimondiego

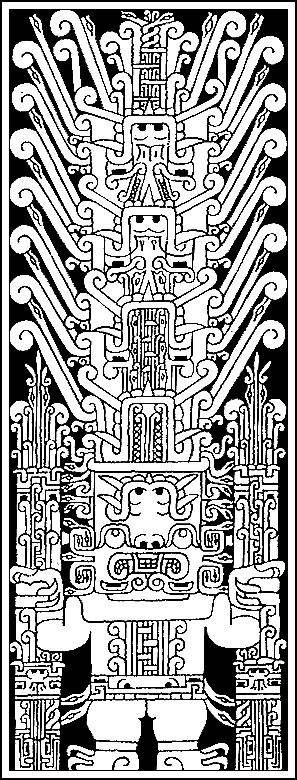
Graficzne przedstawienie steli wykonane przez Raimondiego (1875)

Stela Raimondiego – kamienna monolityczna płyta kultury Chavín, ozdobiona płaskorzeźbą przedstawiającą prawdopodobnie jeden z wczesnych wizerunków tzw. Bóstwa z berłami.

## Historia
Nazwa steli wywodzi się od włosko-peruwiańskiego przyrodnika i naukowca Antonio Raimondiego, który większość swojego życia spędził w Peru, tworząc m.in. pierwsze mapy regionu. Podczas pobytu w Chavín de Huántar zauważył, że w domu miejscowego rolnika Timoteo Espinozy, znajduje się kamienna płyta używana jako stół. Ten miał ją odkryć ok. 1840 roku na swoim polu w pobliżu jednej z prekolumbijskich świątyń. Raimondi uznając to za dzieło sztuki o dużym znaczeniu kulturowym zalecił przetransportować ją do Limy w celu konserwacji i badań.
W 1881 roku w czasie wojny o Pacyfik, gdy doszło do plądrowania stolicy przez wojsko chilijskie, które zajęło Limę, stela upadła na ziemię i pękła na dwie części. Ponieważ była zawinięta w ciężki koc odsłonił się tylko jej gładki grzbiet, więc żołnierze uznali ją za zwykłą kamienną płytę o niewielkiej wartości i zostawili. Później została przeniesiona do Narodowego Muzeum Antropologii, Archeologii i Historii (Museo Nacional de Arqueología Antropología e Historia), gdzie znajduje się obecnie. Stela po raz drugi została uszkodzona w 1940 roku podczas trzęsienia ziemi, kiedy spadła na ziemię i pękła w jednym z narożników.

## Wizerunek
Monolit mierzy 1,95 m wysokość, 76 cm szerokości u podstawy i 73 cm w górnej części oraz 17 cm grubość. Wykonany jest z polerowanego granitu, na którym wyżłobiono cienkie, ale spadziste linie, co utrudnia dostrzeżenie powstałej płaskorzeźby.
Artyści z kultury Chavin często wykorzystywali w swojej sztuce wymyślne techniki i kontury obrazu tworzyli tak, że można go odczytywać na wiele sposobów w zależności od tego, jak obiekt był postrzegany.
Oglądany z jednej strony wizerunek przedstawia antropomorficzną postać z kłami oraz szponami ptaków. W rękach trzyma berła, które przypominają kaktusa San Pedro, z którego duchowe elity piły sok wywołujący halucynogenne reakcje mające zbliżyć ich do bóstw, które czcili. Oczy postaci spoglądają w górę w kierunku ogromnego nakrycia głowy, przedstawiającego wizerunki drapieżnych zwierząt ułożonych jedne na drugich. Z kolei z prawej i z lewej strony pasa wystają węże.
Po odwróceniu obrazu do góry nogami, wizerunek przedstawia uśmiechniętą twarz gada, a pod nim rząd również uśmiechniętych twarzy z kłami. Z kolei tuż nad łokciami bóstwa można zobaczyć dwie głowy jaguara.